# 조선사회주의녀성동맹
조선사회주의녀성동맹(朝鮮社會主義女性同盟, 표준어: 조선사회주의여성동맹, 영어: Socialist Women's Union of Korea) 또는 약칭 녀맹(女盟)은 조선민주주의인민공화국의 여성 단체이자 조선로동당의 외곽 조직이다. 김일성-김정일주의청년동맹, 조선직업총동맹, 조선농업근로자동맹과 함께 조선민주주의인민공화국의 4대 근로 단체로 여겨지고 있으며 조선민주주의인민공화국의 입법부인 최고인민회의의 구성원이기도 하다.

## 역사
1945년 11월 18일 북조선민주녀성동맹(北朝鮮民主女性同盟, North Korea Democratic Women's League)으로 창설되었으며 1951년 1월 20일에 이른바 남조선민주녀성동맹과 소위 '통합'하여 조선민주녀성동맹(朝鮮民主女性同盟, Korean Democratic Women's Union)이라는 명칭으로 개칭했다. 그러나 조선민주주의인민공화국은 조선민주녀성동맹의 기원을 김일성의 어머니 강반석이 1926년 12월에 조직했다는 「반일부녀회」라고 주장한다. 2016년 11월 조선민주여성동맹 제6차 대회에서 현재의 명칭인 조선사회주의녀성동맹(朝鮮社會主義女性同盟)으로 변경했다.

## 기능
조선사회주의녀성동맹은 조선로동당의 외곽 단체로서 여성들을 사회주의 어머니로 만드는 역할을 수행한다. 창설 당시에는 18세 이상의 모든 여성이 가입 대상이었지만 1983년에 개최된 제5차 대회 이후로는 비당원이자 직장 생활을 하지 않는 30세 이상의 전업 주부들을 가입 대상으로 삼고 있다.
중앙위원회는 조선로동당의 근로단체부의 지도를 받으며 산하 조직으로는 도·시(구역)·군·리(동) 위원회로 구성된 초급 단체, 인민반을 두고 있다. 또한 강연회, 예술 소조 활동, 영화 관람, 선동 모임, 건설 현장·생산 현장·군대 지원을 위한 동원 사업을 통해 여성들을 사회주의 건설에 동원하는 역할을 수행한다. 전원회의는 1년에 2번 개최하며 기관지 《조선녀성》을 발행하고 있다.

## 위원장
- 박정애 (朴正愛) : ? ~1965년 (김용범의 부인)
- 김옥순 (金玉順) : 1965년 ~ 1971년 (최광의 부인)
- 김성애 (金聖愛) : 1971년 ~ 1998년 (김일성의 부인)
- 천연옥 (千延玉) : 1998년 ~ 2000년?
- 박순희 : 2000년 ~ 2008년 3월
- 로성실 : 2008년 3월 ~ 2014년 2월[3]
- 김정순 : 2014년 2월 ~ 2017년 2월
- 장춘실 : 2017년 2월 ~ 2021년 6월
- 김정순 : 2021년 6월 ~ 2024년 6월
- 전향순 : 2024년 7월 ~ 현재

## 같이 보기
- 조선부녀총동맹
- 재일본민주녀성동맹